# Биоскоп Фокс
Биоскоп Фокс је седми албум српског рок бенда Смак, објављен 1995. године.

## Списак песама
| #   | Назив              | Аутор(и) | Трајање |
| --- | ------------------ | -------- | ------- |
| 1.  | Лисица             |          | 2:51    |
| 2.  | Мирис ње           |          | 2:51    |
| 3.  | Организам блуз     |          | 4:55    |
| 4.  | Можда имам времена |          | 3:37    |
| 5.  | Страшило           |          | 3:35    |
| 6.  | Иди                |          | 2:49    |
| 7.  | Бели бик           |          | 2:52    |
| 8.  | Можда постојим     |          | 3:13    |
| 9.  | Успаванка на пару  |          | 4:33    |
| 10. | Ремизов валцер     |          | 7:21    |
| 11. | Журба              |          | 2:47    |
| 12. | Паук               |          | 3:30    |
| 13. | Хладно је          |          | 4:11    |
| 14. | Пространо          |          | 4:19    |

## Особље
- Дејан Најдановић - вокал
- Радомир Михајловић „Точак“ - гитара
- Милан Милосављевић - гитара
- Влада Самарџић - бас-гитара
- Слободан Стојановић „Кепа“ - бубњеви
- Дејан Стојановић - бубњеви